# جرارد جردن
جرارد جردن (انگلیسی: Gerard Jordan) بازیگر اهل ایرلند شمالی است.
از فیلم‌ها و مجموعه‌های تلویزیونی که وی در آن نقش داشته‌است، می‌توان به سقوط، سرزمین‌های شب، پنجاه مرده متحرک، ۷۱ و پنج دقیقه از بهشت اشاره کرد.